# إشتفان كوفاتش (حكم كرة قدم)
إشتفان كوفاتش (بالرومانية: István Kovács)‏ هو حكم كرة قدم روماني، ولد في 16 سبتمبر 1984 في Carei ‏ في رومانيا.